# Clasificación para la Eurocopa Sub-21 de 2023
La clasificación para la Eurocopa Sub-21 de 2023 fue el torneo que determinó a las selecciones clasificadas para la Eurocopa Sub-21 de 2023, que se disputó en Georgia y Rumania. El torneo se inició el 25 de marzo de 2021 y finalizó en noviembre de 2022.
Aparte de Rumania y Georgia, los 53 equipos nacionales miembros de la UEFA restantes participan en la competición de clasificación. Los jugadores nacidos a partir del 1 de enero de 2000 son elegibles para participar.

## Formato
La competición clasificatoria constará de las siguientes dos rondas:
- Fase de grupos de clasificación: Los 53 equipos se dividen en nueve grupos, ocho grupos de seis equipos y un grupo de cinco equipos. Todos los grupos se desarrollan bajo un sistema de todos contra todos en el que cada equipo juega dos veces contra sus rivales en partidos como local y visitante. Los nueve ganadores de grupo y el mejor subcampeón (sin contar los resultados contra el equipo sexto clasificado) se clasifican directamente para la Eurocopa Sub-21 de 2023, mientras que los ocho subcampeones restantes avanzan a los play-offs.
- Play-offs: Los ocho equipos se dividen en cuatro eliminatorias para jugar partidos de ida y vuelta para determinar los últimos cuatro equipos clasificados.

### Reglas de clasificación
Los equipos se clasificarán según los puntos obtenidos en la fase de grupos (3 puntos por ganar, 1 punto por empatar y 0 puntos por perder). Si dos o más equipos terminan sus partidos empatados a puntos, se aplican los siguientes criterios de desempate (de acuerdo con el artículo 14.01).
1. Puntos logrados en los enfrentamientos directos entre ambos equipos.
2. Diferencia de goles en los enfrentamientos directos entre ambos equipos.
3. Goles marcados en los enfrentamientos directos entre ambos equipos.
4. Goles como visitante marcados en los enfrentamientos directos entre ambos equipos.
5. Si más de dos equipos están empatados y después de aplicar estos criterios de enfrentamientos directos, un subconjunto de equipos aún siguen empatados, se volverán a emplear dichos criterios exclusivamente a este subconjunto de equipos.
6. Diferencia de goles en todos los partidos del grupo.
7. Goles marcados en todos los partidos del grupo.
8. Goles como visitante marcados en todos los partidos del grupo.
9. Victorias en todos los partidos del grupo.
10. Victorias como visitante en todos los partidos del grupo.
11. Puntos de disciplina (tarjeta roja: 3 puntos, tarjeta amarilla: 1 punto, expulsión por doble amarilla en un encuentro: 3 puntos).
12. Coeficiente de la UEFA para los equipos nacionales.

## Sorteo
El sorteo de la fase de grupos se celebró el 28 de enero de 2021. Los bombos fueron conformados de acuerdo al ranking de coeficientes.
| Bombo 1 | Bombo 2 | Bombo 3 |
| --- | --- | --- |
| 1. España 2. Alemania 3. Francia 4. Inglaterra 5. Italia 6. Dinamarca 7. Portugal 8. Países Bajos 9. Croacia                                       | 10. Austria 11. Polonia 12. Suecia 13. República Checa 14. Bélgica 15. Rusia 16. Serbia 17. Suiza 18. Grecia             | 19. Eslovaquia 20. Islandia 21. Ucrania 22. Eslovenia 23. Irlanda 24. Israel 25. Noruega 26. Bulgaria 27. Turquía |
| Bombo 4 | Bombo 5 | Bombo 6 |
| 28. Escocia 29. Macedonia del Norte 30. Bosnia y Herzegovina 31. Gales 32. Irlanda del Norte 33. Finlandia 34. Hungría 35. Bielorrusia 36. Albania | 37. Montenegro 38. Kosovo 39. Lituania 40. Kazajistán 41. Moldavia 42. Chipre 43. Islas Feroe 44. Azerbaiyán 45. Letonia | 46. Luxemburgo 47. Armenia 48. Malta 49. Andorra 50. Estonia 51. Gibraltar 52. Liechtenstein 53. San Marino       |

## Fase de grupos

### Grupo A
| Pos. | Equipo     | Pts. | PJ | G | E | P  | GF | GC | Dif. | Clasificación |       | Bandera de Noruega | Bandera de Croacia | Bandera de Finlandia | Bandera de Austria | Bandera de Azerbaiyán | Bandera de Estonia |
| ---- | ---------- | ---- | -- | - | - | -- | -- | -- | ---- | ------------- | ----- | ------------------ | ------------------ | -------------------- | ------------------ | --------------------- | ------------------ |
| 1    | Noruega    | 24   | 10 | 8 | 0 | 2  | 26 | 11 | +15  | Eurocopa 2023 |       | —                  | 3 – 2              | 3 – 1                | 3 – 1              | 2 – 1                 | 3 – 0              |
| 2    | Croacia    | 22   | 10 | 7 | 1 | 2  | 25 | 10 | +15  | Play-offs     |       | 3 – 2              | —                  | 2 – 3                | 0 – 0              | 2 – 0                 | 2 – 0              |
| 3    | Finlandia  | 19   | 10 | 6 | 1 | 3  | 18 | 13 | +5   |               |       | 0 – 2              | 0 – 2              | —                    | 3 – 1              | 3 – 0                 | 1 – 0              |
| 4    | Austria    | 16   | 10 | 5 | 1 | 4  | 22 | 13 | +9   |               | 2 – 1 | 1 – 3              | 2 – 3              | —                    | 6 – 0              | 2 – 0                 |                    |
| 5    | Azerbaiyán | 7    | 10 | 2 | 1 | 7  | 12 | 24 | −12  |               | 1 – 2 | 1 – 5              | 1 – 1              | 0 – 3                | —                  | 3 – 0                 |                    |
| 6    | Estonia    | 0    | 10 | 0 | 0 | 10 | 0  | 32 | −32  |               | 0 – 5 | 0 – 4              | 0 – 3              | 0 – 4                | 0 – 5              | —                     |                    |

 Fuente: UEFA

### Grupo B
| Pos. | Equipo     | Pts. | PJ | G | E | P | GF | GC | Dif. | Clasificación |       | Bandera de Alemania | Bandera de Israel | Bandera de Polonia | Bandera de Hungría | Bandera de Letonia | Bandera de San Marino |
| ---- | ---------- | ---- | -- | - | - | - | -- | -- | ---- | ------------- | ----- | ------------------- | ----------------- | ------------------ | ------------------ | ------------------ | --------------------- |
| 1    | Alemania   | 27   | 10 | 9 | 0 | 1 | 32 | 9  | +23  | Eurocopa 2023 |       | —                   | 3 – 2             | 0 – 4              | 4 – 0              | 4 – 0              | 4 – 0                 |
| 2    | Israel     | 19   | 10 | 6 | 1 | 3 | 19 | 10 | +9   | Play-offs     |       | 0 – 1               | —                 | 2 – 2              | 3 – 0              | 2 – 1              | 2 – 0                 |
| 3    | Polonia    | 18   | 10 | 5 | 3 | 2 | 26 | 9  | +17  |               |       | 1 – 2               | 1 – 2             | —                  | 1 – 1              | 5 – 0              | 3 – 0                 |
| 4    | Hungría    | 14   | 10 | 4 | 2 | 4 | 16 | 17 | −1   |               | 1 – 5 | 1 – 2               | 2 – 2             | —                  | 1 – 0              | 4 – 0              |                       |
| 5    | Letonia    | 7    | 10 | 2 | 1 | 7 | 5  | 19 | −14  |               | 1 – 3 | 1 – 0               | 0 – 2             | 0 – 2              | —                  | 2 – 0              |                       |
| 6    | San Marino | 1    | 10 | 0 | 1 | 9 | 0  | 34 | −34  |               | 0 – 6 | 0 – 4               | 0 – 5             | 0 – 4              | 0 – 0              | —                  |                       |

 Fuente: UEFA

### Grupo C
| Pos. | Equipo            | Pts. | PJ | G | E | P | GF | GC | Dif. | Clasificación |       | Bandera de España | Bandera de Eslovaquia | Bandera de Irlanda del Norte | Bandera de Lituania | Bandera de Malta | Bandera de Rusia |
| ---- | ----------------- | ---- | -- | - | - | - | -- | -- | ---- | ------------- | ----- | ----------------- | --------------------- | ---------------------------- | ------------------- | ---------------- | ---------------- |
| 1    | España            | 24   | 8  | 8 | 0 | 0 | 37 | 5  | +32  | Eurocopa 2023 |       | —                 | 3 – 2                 | 3 – 0                        | 8 – 0               | 7 – 1            | 4 – 1            |
| 2    | Eslovaquia        | 15   | 8  | 5 | 0 | 3 | 18 | 10 | +8   | Play-offs     |       | 2 – 3             | —                     | 2 – 1                        | 3 – 1               | 4 – 0            | Canc.            |
| 3    | Irlanda del Norte | 7    | 8  | 2 | 1 | 5 | 8  | 18 | −10  |               |       | 0 – 6             | 1 – 0                 | —                            | 4 – 0               | 0 – 2            | Canc.            |
| 4    | Lituania          | 7    | 8  | 2 | 1 | 5 | 7  | 22 | −15  |               | 0 – 2 | 0 – 2             | 1 – 1                 | —                            | 2 – 1               | 0 – 3            |                  |
| 5    | Malta             | 6    | 8  | 2 | 0 | 6 | 10 | 25 | −15  |               | 0 – 5 | 1 – 3             | 4 – 1                 | 1 – 3                        | —                   | Canc.            |                  |
| 6    | Rusia             | 0    | 0  | 0 | 0 | 0 | 0  | 0  | 0    | Descalificado |       | 1 – 0             | 3 – 0                 | 1 – 0                        | Canc.               | 6 – 0            | —                |

 Fuente: UEFA
Notas:
1. ↑  El 28 de febrero de 2022, tras la invasión rusa de Ucrania, la UEFA suspendió a todas las selecciones nacionales rusas de todas las competiciones hasta nuevo aviso.[5] El 2 de mayo, la UEFA consideró como nulos todos sus resultados hasta el momento.[6]

### Grupo D
| Pos. | Equipo        | Pts. | PJ | G | E | P  | GF | GC | Dif. | Clasificación |       | Bandera de Portugal | Bandera de Islandia | Bandera de Grecia | Bandera de Bielorrusia | Bandera de Chipre | Bandera de Liechtenstein |
| ---- | ------------- | ---- | -- | - | - | -- | -- | -- | ---- | ------------- | ----- | ------------------- | ------------------- | ----------------- | ---------------------- | ----------------- | ------------------------ |
| 1    | Portugal      | 28   | 10 | 9 | 1 | 0  | 41 | 3  | +38  | Eurocopa 2023 |       | —                   | 1 – 1               | 2 – 1             | 1 – 0                  | 6 – 0             | 11 – 0                   |
| 2    | Islandia      | 18   | 10 | 5 | 3 | 2  | 25 | 7  | +18  | Play-offs     |       | 0 – 1               | —                   | 1 – 1             | 3 – 1                  | 5 – 0             | 9 – 0                    |
| 3    | Grecia        | 17   | 10 | 5 | 2 | 3  | 16 | 10 | +6   |               |       | 0 – 4               | 1 – 0               | —                 | 2 – 0                  | 0 – 0             | 4 – 0                    |
| 4    | Bielorrusia   | 12   | 10 | 4 | 0 | 6  | 17 | 15 | +2   |               | 1 – 5 | 1 – 2               | 0 – 2               | —                 | 2 – 0                  | 6 – 0             |                          |
| 5    | Chipre        | 11   | 10 | 3 | 2 | 5  | 16 | 16 | 0    |               | 0 – 1 | 1 – 1               | 3 – 0               | 0 – 1             | —                      | 6 – 0             |                          |
| 6    | Liechtenstein | 0    | 10 | 0 | 0 | 10 | 0  | 63 | −63  |               | 0 – 9 | 0 – 3               | 0 – 5               | 0 – 4             | 0 – 6                  | —                 |                          |

 Fuente: UEFA

### Grupo E
| Pos. | Equipo       | Pts. | PJ | G | E | P | GF | GC | Dif. | Clasificación |       | Bandera de los Países Bajos | Bandera de Suiza | Bandera de Moldavia | Bandera de Gales | Bandera de Bulgaria | Bandera de Gibraltar |
| ---- | ------------ | ---- | -- | - | - | - | -- | -- | ---- | ------------- | ----- | --------------------------- | ---------------- | ------------------- | ---------------- | ------------------- | -------------------- |
| 1    | Países Bajos | 26   | 10 | 8 | 2 | 0 | 32 | 3  | +29  | Eurocopa 2023 |       | —                           | 2 – 0            | 3 – 0               | 5 – 0            | 3 – 1               | 6 – 0                |
| 2    | Suiza        | 23   | 10 | 7 | 2 | 1 | 22 | 6  | +16  | Play-offs     |       | 2 – 2                       | —                | 3 – 0               | 5 – 1            | 1 – 0               | 4 – 0                |
| 3    | Moldavia     | 12   | 10 | 3 | 3 | 4 | 7  | 12 | −5   |               |       | 0 – 3                       | 1 – 1            | —                   | 1 – 0            | 0 – 2               | 1 – 0                |
| 4    | Gales        | 11   | 10 | 3 | 2 | 5 | 15 | 14 | +1   |               | 0 – 1 | 0 – 1                       | 0 – 0            | —                   | 1 – 1            | 2 – 0               |                      |
| 5    | Bulgaria     | 10   | 10 | 2 | 4 | 4 | 10 | 11 | −1   |               | 0 – 0 | 0 – 1                       | 0 – 0            | 0 – 4               | —                | 5 – 0               |                      |
| 6    | Gibraltar    | 1    | 10 | 0 | 1 | 9 | 1  | 41 | −40  |               | 0 – 7 | 0 – 4                       | 0 – 4            | 0 – 7               | 1 – 1            | —                   |                      |

 Fuente: UEFA

### Grupo F
| Pos. | Equipo               | Pts. | PJ | G | E | P | GF | GC | Dif. | Clasificación |       | Bandera de Italia | Bandera de Irlanda | Bandera de Suecia | Bandera de Bosnia y Herzegovina | Bandera de Montenegro | Bandera de Luxemburgo |
| ---- | -------------------- | ---- | -- | - | - | - | -- | -- | ---- | ------------- | ----- | ----------------- | ------------------ | ----------------- | ------------------------------- | --------------------- | --------------------- |
| 1    | Italia               | 24   | 10 | 7 | 3 | 0 | 19 | 5  | +14  | Eurocopa 2023 |       | —                 | 4 – 1              | 1 – 1             | 1 – 0                           | 1 – 0                 | 3 – 0                 |
| 2    | Irlanda              | 19   | 10 | 6 | 1 | 3 | 16 | 10 | +6   | Play-offs     |       | 0 – 2             | —                  | 1 – 0             | 3 – 0                           | 3 – 1                 | 2 – 0                 |
| 3    | Suecia               | 18   | 10 | 5 | 3 | 2 | 22 | 8  | +14  |               |       | 1 – 1             | 0 – 2              | —                 | 4 – 0                           | 3 – 1                 | 6 – 0                 |
| 4    | Bosnia y Herzegovina | 11   | 10 | 3 | 2 | 5 | 9  | 16 | −7   |               | 1 – 2 | 0 – 2             | 1 – 1              | —                 | 2 – 1                           | 1 – 0                 |                       |
| 5    | Montenegro           | 11   | 10 | 3 | 2 | 5 | 14 | 17 | −3   |               | 1 – 1 | 2 – 1             | 1 – 3              | 2 – 2             | —                               | 3 – 0                 |                       |
| 6    | Luxemburgo           | 1    | 10 | 0 | 1 | 9 | 2  | 26 | −24  |               | 0 – 3 | 1 – 1             | 0 – 3              | 0 – 2             | 1 – 2                           | —                     |                       |

 Fuente: UEFA

### Grupo G
| Pos. | Equipo          | Pts. | PJ | G | E | P  | GF | GC | Dif. | Clasificación |       | Bandera de Inglaterra | Bandera de República Checa | Bandera de Eslovenia | Bandera de Kosovo | Bandera de Albania | Bandera de Andorra |
| ---- | --------------- | ---- | -- | - | - | -- | -- | -- | ---- | ------------- | ----- | --------------------- | -------------------------- | -------------------- | ----------------- | ------------------ | ------------------ |
| 1    | Inglaterra      | 25   | 10 | 8 | 1 | 1  | 26 | 7  | +19  | Eurocopa 2023 |       | —                     | 3 – 1                      | 1 – 2                | 2 – 0             | 3 – 0              | 4 – 1              |
| 2    | República Checa | 22   | 10 | 7 | 1 | 2  | 23 | 6  | +17  | Play-offs     |       | 1 – 2                 | —                          | 1 – 0                | 3 – 0             | 4 – 0              | 7 – 0              |
| 3    | Eslovenia       | 16   | 10 | 4 | 4 | 2  | 11 | 7  | +4   |               |       | 2 – 2                 | 1 – 1                      | —                    | 0 – 0             | 3 – 0              | 2 – 0              |
| 4    | Kosovo          | 12   | 10 | 3 | 3 | 4  | 8  | 13 | −5   |               | 0 – 5 | 0 – 1                 | 0 – 0                      | —                    | 2 – 1             | 2 – 0              |                    |
| 5    | Albania         | 10   | 10 | 3 | 1 | 6  | 9  | 17 | −8   |               | 0 – 3 | 0 – 1                 | 2 – 0                      | 1 – 1                | —                 | 2 – 0              |                    |
| 6    | Andorra         | 0    | 10 | 0 | 0 | 10 | 1  | 28 | −27  |               | 0 – 1 | 0 – 3                 | 0 – 1                      | 0 – 3                | 0 – 3             | —                  |                    |

 Fuente: UEFA

### Grupo H
| Pos. | Equipo              | Pts. | PJ | G | E | P | GF | GC | Dif. | Clasificación |       | Bandera de Francia | Bandera de Ucrania | Bandera de Serbia | Bandera de Islas Feroe | Bandera de Macedonia del Norte | Bandera de Armenia |
| ---- | ------------------- | ---- | -- | - | - | - | -- | -- | ---- | ------------- | ----- | ------------------ | ------------------ | ----------------- | ---------------------- | ------------------------------ | ------------------ |
| 1    | Francia             | 26   | 10 | 8 | 2 | 0 | 31 | 5  | +26  | Eurocopa 2023 |       | —                  | 5 – 0              | 2 – 0             | 2 – 0                  | 3 – 0                          | 7 – 0              |
| 2    | Ucrania             | 23   | 10 | 7 | 2 | 1 | 20 | 11 | +9   | Play-offs     |       | 3 – 3              | —                  | 2 – 1             | 1 – 0                  | 4 – 0                          | 2 – 1              |
| 3    | Serbia              | 12   | 10 | 3 | 3 | 4 | 11 | 11 | 0    |               |       | 0 – 3              | 0 – 1              | —                 | 0 – 0                  | 2 – 1                          | 2 – 0              |
| 4    | Islas Feroe         | 10   | 10 | 2 | 4 | 4 | 6  | 12 | −6   |               | 1 – 1 | 0 – 4              | 1 – 1              | —                 | 1 – 1                  | 2 – 0                          |                    |
| 5    | Macedonia del Norte | 9    | 10 | 2 | 3 | 5 | 8  | 15 | −7   |               | 0 – 1 | 1 – 1              | 0 – 0              | 0 – 1             | —                      | 3 – 1                          |                    |
| 6    | Armenia             | 3    | 10 | 1 | 0 | 9 | 7  | 28 | −21  |               | 1 – 4 | 0 – 2              | 1 – 4              | 2 – 0             | 1 – 2                  | —                              |                    |

 Fuente: UEFA

### Grupo I
| Pos. | Equipo     | Pts. | PJ | G | E | P | GF | GC | Dif. | Clasificación |       | Bandera de Bélgica | Bandera de Dinamarca | Bandera de Turquía | Bandera de Escocia | Bandera de Kazajistán |
| ---- | ---------- | ---- | -- | - | - | - | -- | -- | ---- | ------------- | ----- | ------------------ | -------------------- | ------------------ | ------------------ | --------------------- |
| 1    | Bélgica    | 20   | 8  | 6 | 2 | 0 | 14 | 2  | +12  | Eurocopa 2023 |       | —                  | 1 – 0                | 2 – 0              | 0 – 0              | 2 – 0                 |
| 2    | Dinamarca  | 17   | 8  | 5 | 2 | 1 | 12 | 6  | +6   | Play-offs     |       | 1 – 1              | —                    | 3 – 2              | 1 – 1              | 3 – 0                 |
| 3    | Turquía    | 8    | 8  | 2 | 2 | 4 | 7  | 11 | −4   |               |       | 0 – 3              | 1 – 2                | —                  | 1 – 1              | 0 – 0                 |
| 4    | Escocia    | 7    | 8  | 1 | 4 | 3 | 6  | 10 | −4   |               | 0 – 2 | 0 – 1              | 0 – 2                | —                  | 2 – 1              |                       |
| 5    | Kazajistán | 2    | 8  | 0 | 2 | 6 | 4  | 14 | −10  |               | 1 – 3 | 0 – 1              | 0 – 1                | 2 – 2              | —                  |                       |

 Fuente: UEFA

### Ranking de los segundos puestos
| Pos. | Grp. | Equipo          | Pts. | PJ | G | E | P | GF | GC | Dif. | Clasificación |
| ---- | ---- | --------------- | ---- | -- | - | - | - | -- | -- | ---- | ------------- |
| 1    | E    | Suiza           | 17   | 8  | 5 | 2 | 1 | 14 | 6  | +8   | Eurocopa 2023 |
| 2    | H    | Ucrania         | 17   | 8  | 5 | 2 | 1 | 16 | 10 | +6   | Play-offs     |
| 3    | I    | Dinamarca       | 17   | 8  | 5 | 2 | 1 | 12 | 6  | +6   | Play-offs     |
| 4    | A    | Croacia         | 16   | 8  | 5 | 1 | 2 | 19 | 10 | +9   | Play-offs     |
| 5    | G    | República Checa | 16   | 8  | 5 | 1 | 2 | 13 | 6  | +7   | Play-offs     |
| 6    | C    | Eslovaquia      | 15   | 8  | 5 | 0 | 3 | 18 | 10 | +8   | Play-offs     |
| 7    | F    | Irlanda         | 15   | 8  | 5 | 0 | 3 | 13 | 9  | +4   | Play-offs     |
| 8    | B    | Israel          | 13   | 8  | 4 | 1 | 3 | 13 | 10 | +3   | Play-offs     |
| 9    | D    | Islandia        | 12   | 8  | 3 | 3 | 2 | 13 | 7  | +6   | Play-offs     |

Actualizado a los partidos jugados el 14 de junio de 2022.
 Fuente: UEFA

## Play-offs
El sorteo tuvo lugar el 21 de junio de 2022.
| Equipo 1   | Agr.         | Equipo 2        | Ida | Vuelta      |
| ---------- | ------------ | --------------- | --- | ----------- |
| Croacia    | 3–3 (5–4 p.) | Dinamarca       | 2–1 | 1–2 (t. s.) |
| Eslovaquia | 3–5          | Ucrania         | 3–2 | 0–3         |
| Irlanda    | 1–1 (1–3 p.) | Israel          | 1–1 | 0–0 (t. s.) |
| Islandia   | 1–2          | República Checa | 1–2 | 0–0         |

#### Croacia – Dinamarca
| Ida; 23 de septiembre de 2022 | Croacia | 2:1 (2:0) | Dinamarca | Estadio Aldo Drosina, Pula |                  |
| 18:00                         |         | Reporte   |           | Árbitro(s): [[]]           | Árbitro(s): [[]] |

| Vuelta; 27 de septiembre de 2022 | Dinamarca | 2:1 (2:1, 2:0) (t. s.)(4:5 p.) | Croacia | Vejle Stadion, Vejle |                  |
| 18:00                            |           |                                |         | Árbitro(s): [[]]     | Árbitro(s): [[]] |

#### Eslovaquia – Ucrania
| Ida; 23 de septiembre de 2022 | Eslovaquia | 3:2 (1:1) | Ucrania | Štadión pod Dubňom, Žilina |                  |
| 18:00                         |            | Reporte   |         | Árbitro(s): [[]]           | Árbitro(s): [[]] |

| Vuelta; 27 de septiembre de 2022 | Ucrania | 3:0 (0:0) | Eslovaquia | Estadio Municipal, Bielsko-Biała |                  |
| 17:30                            |         | Reporte   |            | Árbitro(s): [[]]                 | Árbitro(s): [[]] |

#### Irlanda – Israel
| Ida; 23 de septiembre de 2022 | Irlanda | 1:1 (0:1) | Israel | Estadio de Tallaght, Tallaght |                  |
| 20:00                         |         | Reporte   |        | Árbitro(s): [[]]              | Árbitro(s): [[]] |

| Vuelta; 27 de septiembre de 2022 | Israel | 0:0 (t. s.)(3:1 p.) | Irlanda | Estadio de Bloomfield, Tel Aviv |                  |
| 19:15                            |        | Reporte             |         | Árbitro(s): [[]]                | Árbitro(s): [[]] |

#### Islandia – República Checa
| Ida; 23 de septiembre de 2022 | Islandia | 1:2 (1:1) | República Checa | Víkingsvöllur, Reikiavik |                  |
| 18:00                         |          | Reporte   |                 | Árbitro(s): [[]]         | Árbitro(s): [[]] |

| Vuelta; 27 de septiembre de 2022 | República Checa | 0:0     | Islandia | Stadion Střelecký ostrov, České Budějovice |                  |
| 18:00                            |                 | Reporte |          | Árbitro(s): [[]]                           | Árbitro(s): [[]] |

## Clasificados
| Bandera de Georgia   | Bandera de Rumania   | Bandera de España    | Bandera de Bélgica   | Bandera de Alemania | Bandera de Portugal | Bandera de Inglaterra | Bandera de los Países Bajos |
| Georgia              | Rumania              | España               | Bélgica              | Alemania            | Portugal            | Inglaterra            | Países Bajos                |
| Anfitrión            | Anfitrión            | 1.° Grupo C          | 1.° Grupo I          | 1.° Grupo B         | 1.° Grupo D         | 1.° Grupo G           | 1.° Grupo E                 |
| Clasificado: 3/12/20 | Clasificado: 3/12/20 | Clasificado: 29/3/22 | Clasificado: 29/3/22 | Clasificado: 3/6/22 | Clasificado: 6/6/22 | Clasificado: 7/6/22   | Clasificado: 8/6/22         |

| Bandera de Francia  | Bandera de Italia    | Bandera de Noruega   | Bandera de Suiza     | Bandera de Ucrania   | Bandera de República Checa | Bandera de Croacia   | Bandera de Israel    |
| Francia             | Italia               | Noruega              | Suiza                | Ucrania              | República Checa            | Croacia              | Israel               |
| 1.° Grupo H         | 1.° Grupo F          | 1.° Grupo A          | Mejor segundo        | Play-offs            | Play-offs                  | Play-offs            | Play-offs            |
| Clasificado: 9/6/22 | Clasificado: 14/6/22 | Clasificado: 14/6/22 | Clasificado: 14/6/22 | Clasificado: 27/9/22 | Clasificado: 27/9/22       | Clasificado: 27/9/22 | Clasificado: 27/9/22 |

## Máximos goleadores
12 goles
| - Gonçalo Ramos |

7 goles
| - Junior Adamu - Romano Schmid - Loïs Openda | - Roko Šimić - Jonathan Burkardt - András Németh | - Joshua Zirkzee - Fábio Vieira - Abel Ruiz |

6 goles
| - Folarin Balogun - Naatan Skyttä - Youssoufa Moukoko - Kristian Hlynsson | - Jørgen Strand Larsen - Fábio Silva - Matej Trusa | - Sergio Gómez - Anthony Elanga - Zeki Amdouni |

5 goles
| - Musa Gurbanlı - Vladimir Nikolov | - Luka Sučić - Amine Gouiri | - Brian Brobbey - Adrian Benedyczak |